# Port lotniczy Aboisso
Port lotniczy Aboisso – międzynarodowy port lotniczy położony w Aboisso na Wybrzeżu Kości Słoniowej.